# Всеволожский, Павел Александрович

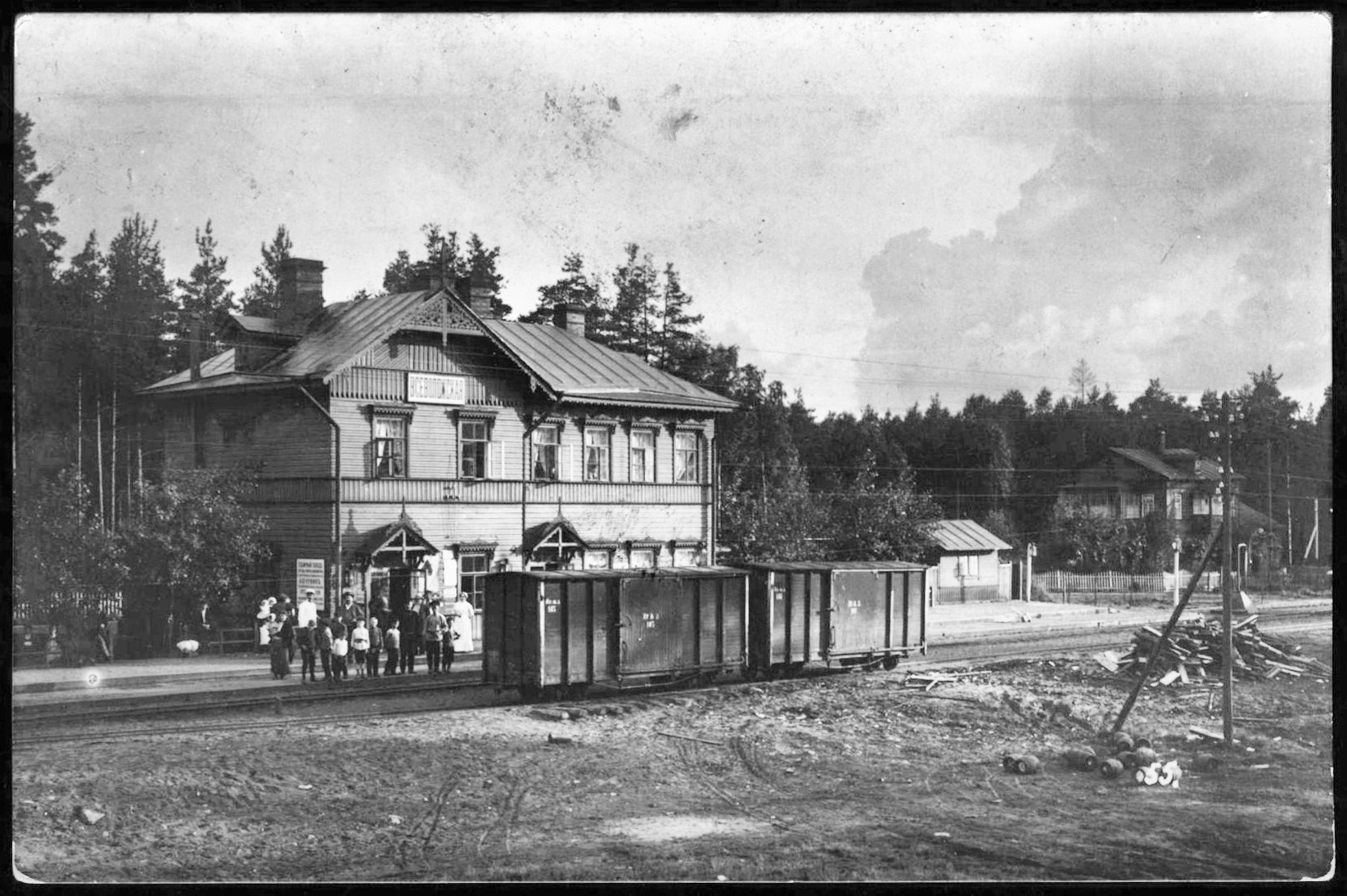
Станция Всеволожская. 1910-е годы

Павел Александрович Всеволожский (1839—1898) — действительный статский советник, предводитель дворянства Шлиссельбургского уезда Санкт-Петербургской губернии. Брат Дмитрия, Всеволода, Владимира и Ивана Всеволожских. Основатель города Всеволожска.

## Биография
Принадлежал к младшей ветви дворянского рода Всеволожских. Родился 10 (22) сентября 1839 года в имении Рябово в семье А. В. Всеволожского и его жены Софьи, одной из дочерей князя И. Д. Трубецкого; 3 октября того же года был крещён в православной церкви во имя святых апостолов Петра и Павла в селе Колтуши.
Окончил без отличия, в звании действительного студента юридический факультет Императорского Санкт-Петербургского университета по разряду камеральных наук.
В 1862 году поступил на службу при начальнике Пермской губернии, где по 1864 год занимал должность младшего чиновника для особых поручений в квалификационном звании действительного студента, при этом также состоял членом Комитета о губернском коннозаводстве. В 1865 году был произведён в губернские секретари. В 1867 году был пожалован придворным званием камер-юнкера и назначен сверх штата старшим чиновником для особых поручений при пермском губернаторе. В 1868 году был произведён в коллежские секретари и причислен к Министерству внутренних дел, в 1869 году был произведён в титулярные советники. В 1871 году был назначен мировым посредником по 2-му участку Шлиссельбургского уезда. В 1874 году — чиновник особых поручений VIII класса, в 1875 году — коллежский асессор; впоследствии — действительный статский советник, почётный мировой судья, уездный предводитель дворянства и чиновник особых поручений при министре Государственных имуществ.
29 апреля 1870 года П. А. Всеволожский женился на княжне Елене Васильевне Кочубей — дочери камергера, действительного статского советника, князя Василия Викторовича Кочубея (1811—1850) и Елены Павловны Бибиковой.

## Всеволожский и Всеволожск
В 1872 году Павел Александрович Всеволожский возвратился с Урала, вступил в права наследования и поселился с женой на мызе Рябово. Несмотря на то, что имение было заложено, Павел Александрович намеревался погасить долги, оставленные его дедом Всеволодом Андреевичем Всеволожским, и рьяно взялся за дело.
За несколько лет была приведена в порядок усадьба и производственные постройки, заработал мастеровой корпус, водопроводная насосная станция, паровая мельница, а позднее и небольшая электростанция. Перестройка коснулась дома деда, Павел Александрович оставил от него только ротонду и пристроил к ней два новых крыла более строгой архитектуры, таким дом сохранился до пожара 1927 года. С целью подъёма сельскохозяйственного производства Павел Александрович выделил крестьянам в аренду 314 десятин пашни из имеющихся у него 406 и 837 десятин сенокосов.
В июне 1877 года над мызой Рябово нависла угроза продажи за долги перед Сохранной казной по залогу 1862 года, но описи имения удалось избежать, так как ценой огромных усилий Павлу Александровичу удалось набрать необходимую сумму и погасить задолженность по процентам. В 1878 году ситуация повторилась, но теперь спасительницей имения выступила жена Павла Александровича Всеволожского Елена Васильевна, за 200 000 рублей серебром она выкупила мызу Рябово и стала её полновластной хозяйкой, однако в 1885 году ей вновь пришлось заложить имение, теперь в Дворянском земельном банке.
В 1891 году началось строительство узкоколейной железной дороги из Петербурга в Ириновку, где находилось имение барона П. Л. Корфа. Прокладка пути осуществлялась группой акционеров, крупнейших землевладельцев, через земли которых должна была пройти дорога, в их число входил и Павел Александрович Всеволожский, причём в подготовительном процессе активное участие принимала его жена, фактическая владелица мызы Рябово, Е. В. Всеволожская.
В 1892 году была построена ближайшая к его имению станция, она была названа, также как и имение — Рябово, вокруг неё сформировался дачный посёлок Рябово, в связи с чем 1892 год считается официальной датой основания города Всеволожска.
В 1895 году была построена станция Всеволожская, ставшая историческим ядром нового города, вокруг неё на землях проданных под застройку Павлом Александровичем Всеволожским, сразу начал расти одноимённый дачный посёлок. Живописная местность, удобное сообщение, сделали дачный посёлок Всеволожский популярным местом отдыха петербуржцев.
С 1927 по 1930 год дачный посёлок Всеволожский — административный центр Ленинского района Ленинградского округа. С 1936 года дачный посёлок Всеволожский — административный центр Всеволожского района. В 1938 году дачный посёлок Всеволожский (в некоторых источниках упоминается, как село Всеволожск) был объединён с соседними дачными посёлками: Рябово, Бернгардовка, Ильинский, Марьино и преобразован в рабочий посёлок Всеволожский. В 1963 году рабочий посёлок Всеволожский был преобразован в город Всеволожск.

## Всеволожский и земская больница
Павел Александрович Всеволожский и его жена Елена Васильевна, являются основателями Рябовской земской больницы, ныне это Всеволожская центральная районная больница (см. ЦРБ).
Елена Васильевна Всеволожская хлопотала о строительстве земской больницы с 1884 года. Для её обустройства в 1886 году она подарила Шлиссельбургской земской управе, принадлежащий ей двухэтажный с мезонином каменный дом у подножья Румболовской горы.
В 1890 году П. А. Всеволожский перестроил, подаренный его женой земской управе дом. Управой на ремонт было выделено 3000 рублей, 4215 рублей пожертвовал Павел Александрович, 200 рублей — княгиня Н. Д. Белосельская-Белозерская и 300 рублей — сестра Е. В. Всеволожской, княжна М. В. Дурново. В этом доме в имении Всеволожских, в конце года открылся частный приёмный покой, который планировалось назвать «Приемный покой имени в Бозе почившего Государя Императора Александра II-го».
К 1893 году выяснилось, что сделать дарственную в пользу земской управы на землю на которой располагался приёмный покой, П. А. Всеволожский по закону не может, однако он дал согласие управе оформить купчую на этот участок. Кроме того ходатайство земства о наименовании покоя имени «в Бозе почившего Государя Императора Александра II-го», было отклонено. В результате покой постановили назвать имени «П. и Е. Всеволожских».
Лишь к 1894 году бюрократические проблемы были решены, приёмный покой официально был передан земской управе, после чего была наконец открыта Рябовская земская больница. Однако Елена Васильевна Всеволожская продолжала ежегодно перечислять на её содержание 120 рублей.

## Усыпальница Всеволожских

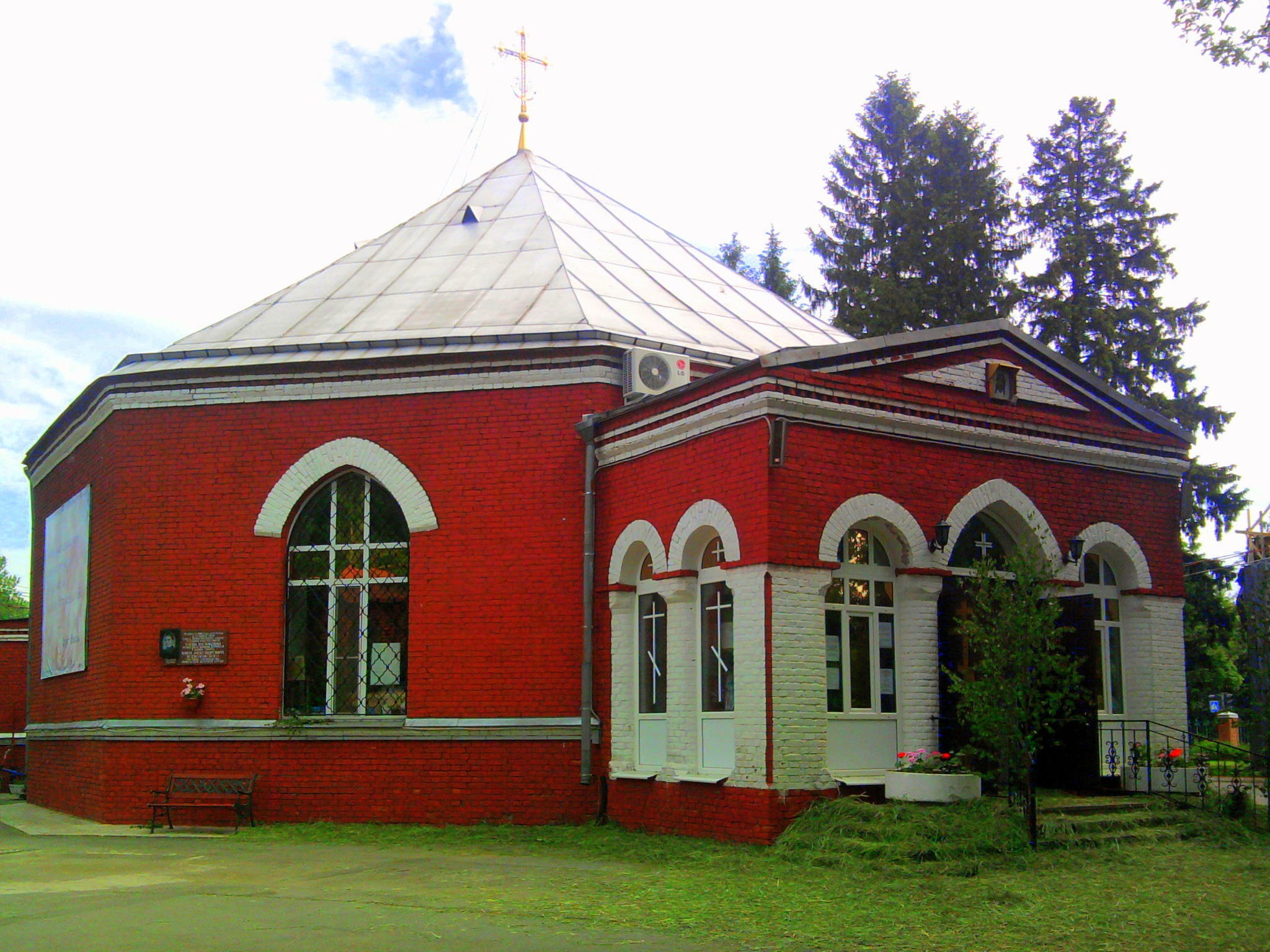
Церковь Спаса Нерукотворного Образа на Дороге жизни, бывшая усыпальница дворянского рода Всеволожских.

Павел Александрович умер 16 (28) августа 1898 года, единственный из рода Всеволожских, кто родился и умер на мызе Рябово, тогда же Елена Васильевна начала обустраивать храм-усыпальницу Всеволожских на южной окраине усадьбы.
Через три года работы были завершены и 16 (29) августа 1901 года над склепом Всеволожских была освящена церковь Спаса Нерукотворного Образа ириновского прихода. Одна из улиц в посёлке Всеволожский была названа в честь Павла Александровича — Павловская. В том же году в имении открылась земская школа — «Рябовское двухклассное училище в память П. А. Всеволожского».
В 1906 году рядом с мужем была погребена Елена Васильевна Всеволожская. В 1908 году одна из остановочных платформ на Ириновской железной дороге была названа в честь Павла Александровича Всеволожского — Павловская.
В октябре 1931 года храм Спаса Нерукотворного Образа закрыли, а над семейным захоронением Всеволожских надругались. Гробы вынесли из склепа и бросили в открытом виде на улице. Кощунство продолжалось всю зиму, пока несколько финских девушек из соседней Романовки, шедших с пасхального богослужения в соседней кирхе св. Регины, не перенесли их через дорогу и тайно не захоронили на лютеранском кладбище.
25 апреля 2014 года на могиле супругов Всеволожских был установлен крест.
Восстановление фамильной усыпальницы Всеволожских в церкви Спаса Нерукотворного Образа не планируется.

## Фото

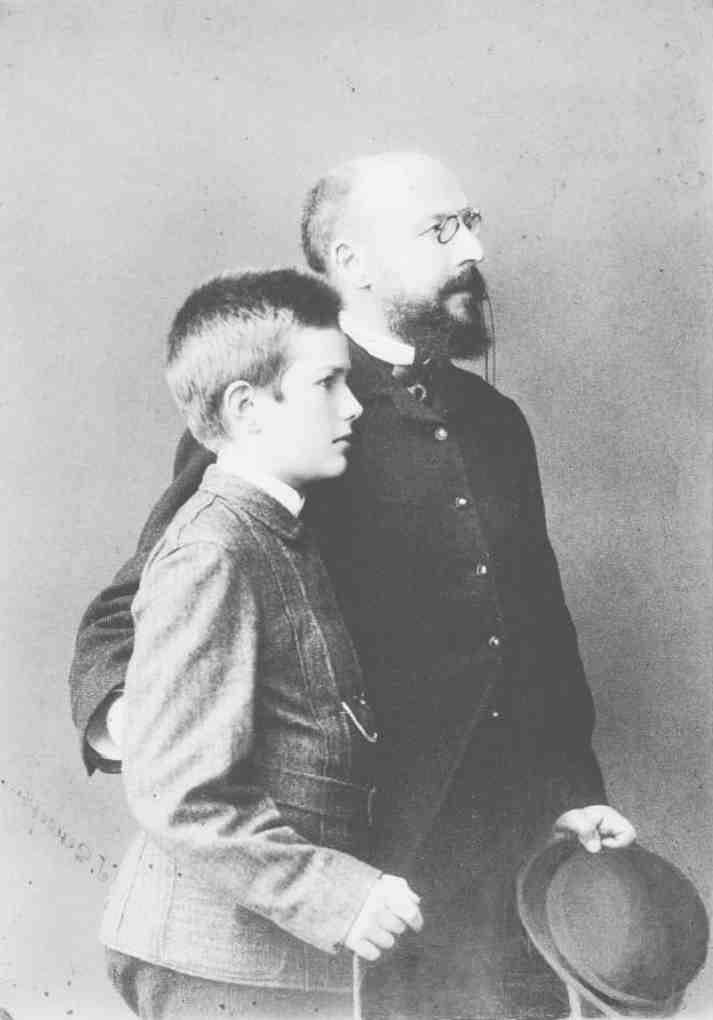
П. А. Всеволожский с сыном Василием. ок. 1885 года
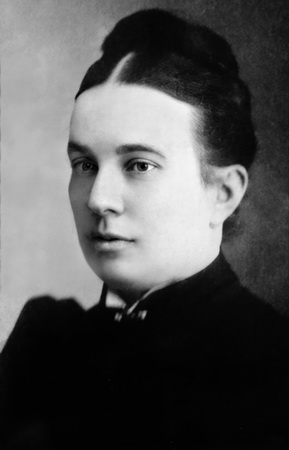
Елена Васильевна Всеволожская
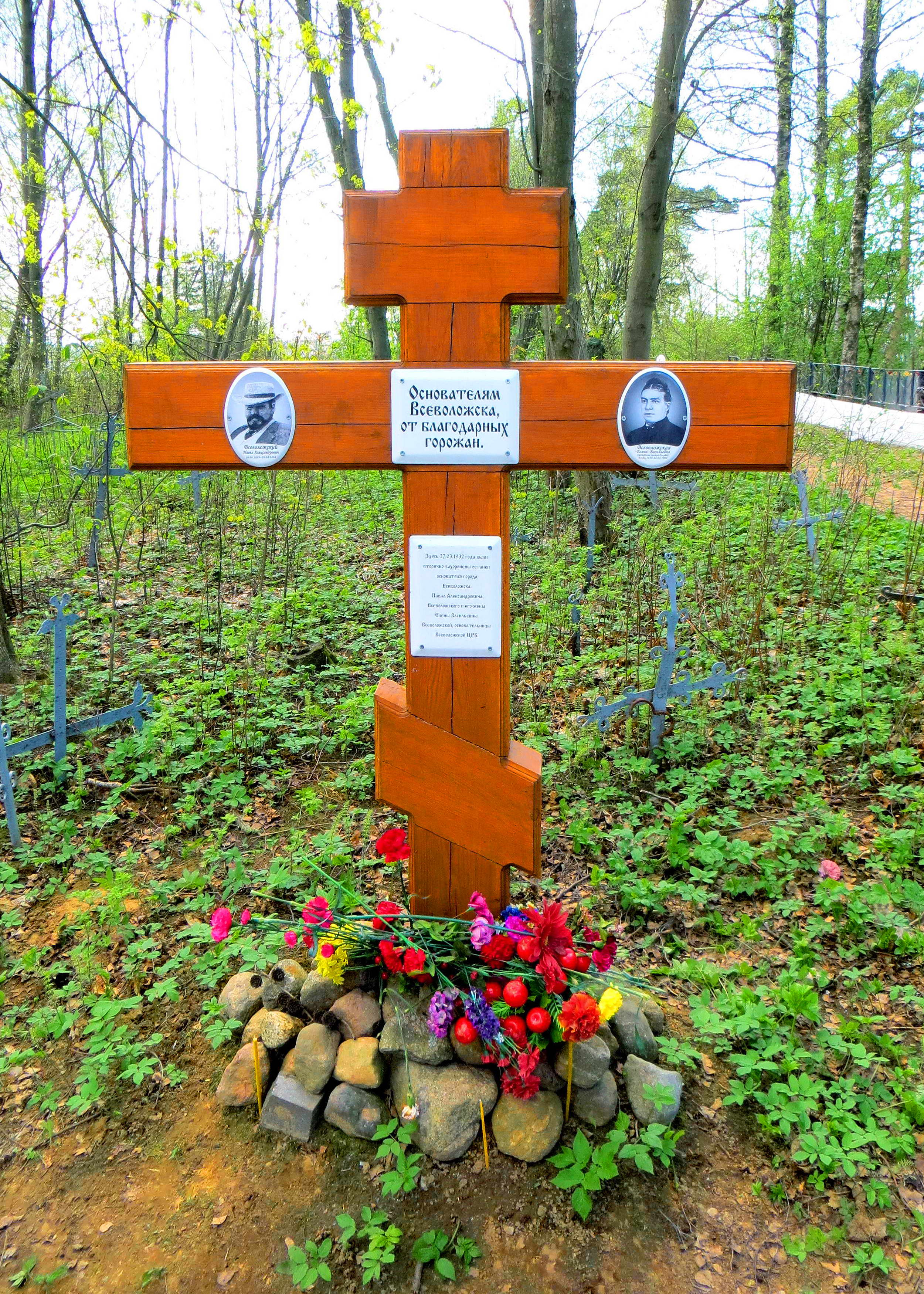
Место вторичного захоронения П. А. и Е. В. Всеволожских.

## Семья
- Жена — Елена Васильевна Кочубей (Всеволожская) (02.08.1850—21.04.1906)
- Сын — Василий Павлович Всеволожский (18.02.1871—?)[29]

## Награды
- Орден Святой Анны 2 степени (1893)
- Медаль «В память священного коронования их императорских величеств» (бронзовая) (1884)
- «Знак отличия, учреждённый 30 августа 1865 года в воспоминание успешного введения в действие Положения 26 июня 1863 года о крестьянах на землях имений государевых, дворцовых и удельных» (1867)[30]